# 創傷、暴力與虐待
《創傷、暴力與虐待》（Trauma, Violence, & Abuse）是一份2000年起出版的英語犯罪學、社會工作學術期刊，由SAGE Publications出版，現任主編是華盛頓大學社會工作教授瓊·孔德（Jon R. Conte）。該期刊收錄與心理創傷、虐待或暴力相關的論文。
根據《期刊引證報告》數據顯示，《創傷、暴力與虐待》2011年時的影響因子是3.265，在41份社會工作期刊中排名第1、38份家庭研究期刊中排名第1、50份犯罪學和監獄學期刊中排名第1。

## 外部連結
- 《創傷、暴力與虐待》在出版社官網的介紹 （页面存档备份，存于） （英文）